# Jeddah Tower
De Jeddah Tower  (Arabisch: برج جدة) eerder ook Kingdom Tower genoemd (برج المملكة, Burj al Mamlakah) is een toekomstige wolkenkrabber in Jeddah, Saoedi-Arabië. De toren zal 1008 meter hoog worden en 167 bewoonbare verdiepingen krijgen. De toren zal rond de 1,23 miljard Amerikaanse dollar gaan kosten. Het is het belangrijkste project van het 20 miljard dollar kostende Jeddah Economic City, voorheen Kingdom City genaamd.
De sturende kracht achter het project is prins Al-Waleed bin Talal al-Saoed. In de wolkenkrabber komen een hotel, flats, kantoorruimte, luxe appartementen en op 610 meter hoogte een cirkelvormig uitkijkplatform met een diameter van 30 meter.
Aanvankelijk zou de toren 1600 meter hoog worden, maar dit heeft men moeten terugschroeven naar 1008 meter nadat er twijfels ontstonden over de bodem. Zelfs indien het gebouw afgewerkt wordt volgens het huidige plan, wordt het met voorsprong het hoogste gebouw ter wereld, voor de 828 meter hoge Burj Khalifa in Dubai. Hoewel de oorspronkelijke ambitie om het eerste gebouw ter wereld te worden hoger dan één mijl niet gehaald wordt, zal het het eerste zijn dat een hoogte van één kilometer overtreft.
Het ontwerp is geïnspireerd op de groei van jonge plantjes in de woestijn. Volgens de architect doet het denken aan het ontspruiten van nieuwe bladeren, wat de ontwikkeling rond de toren zou moeten symboliseren. Het driehoekige ontwerp moet ervoor zorgen dat de invloed van wind tot een minimum beperkt wordt.
Tijdens het ontwerp van de toren is ook rekening gehouden met de energiekosten. Die zouden door een ingenieus buitenmuursysteem geminimaliseerd worden.
In april 2018 werd de bouw tijdelijk stopgezet, wegens gevangennemen en onderzoek van de financiers.
De gerealiseerde hoogte was toen 266 meter of 66 verdiepingen. Er was een hervatting van de bouw in 2020 gepland door Jeddah Economic Company.
In september 2023 liet de Middle East Economic Digest (MEED) weten dat de stad het project wilde herstarten. Er werd drie maanden de tijd gegeven aan veertien ondernemers om voorstellen in te dienen om de toren af te werken.